# Leuk
Leuk (toponimo tedesco; in francese Loèche) è un comune svizzero di 3 947 abitanti del Canton Vallese, nel distretto di Leuk del quale è capoluogo.

## Storia
Leuk nel 2013 ha inglobato il comune soppresso di Erschmatt.

## Monumenti e luoghi d'interesse

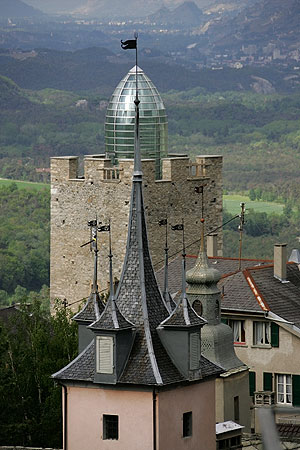
Il castello vescovile

- Chiesa parrocchiale cattolica di Santo Stefano, eretta da Ulrich Ruffiner nel 1494[1];
- Castello vescovile, eretto nel XII secolo[1];
- Palazzo comunale, eretto da Ulrich Ruffiner nel 1541[1];
- Diga dell'Illsee.

## Società

### Evoluzione demografica
L'evoluzione demografica è riportata nella seguente tabella:
Abitanti censiti

## Geografia antropica

### Frazioni

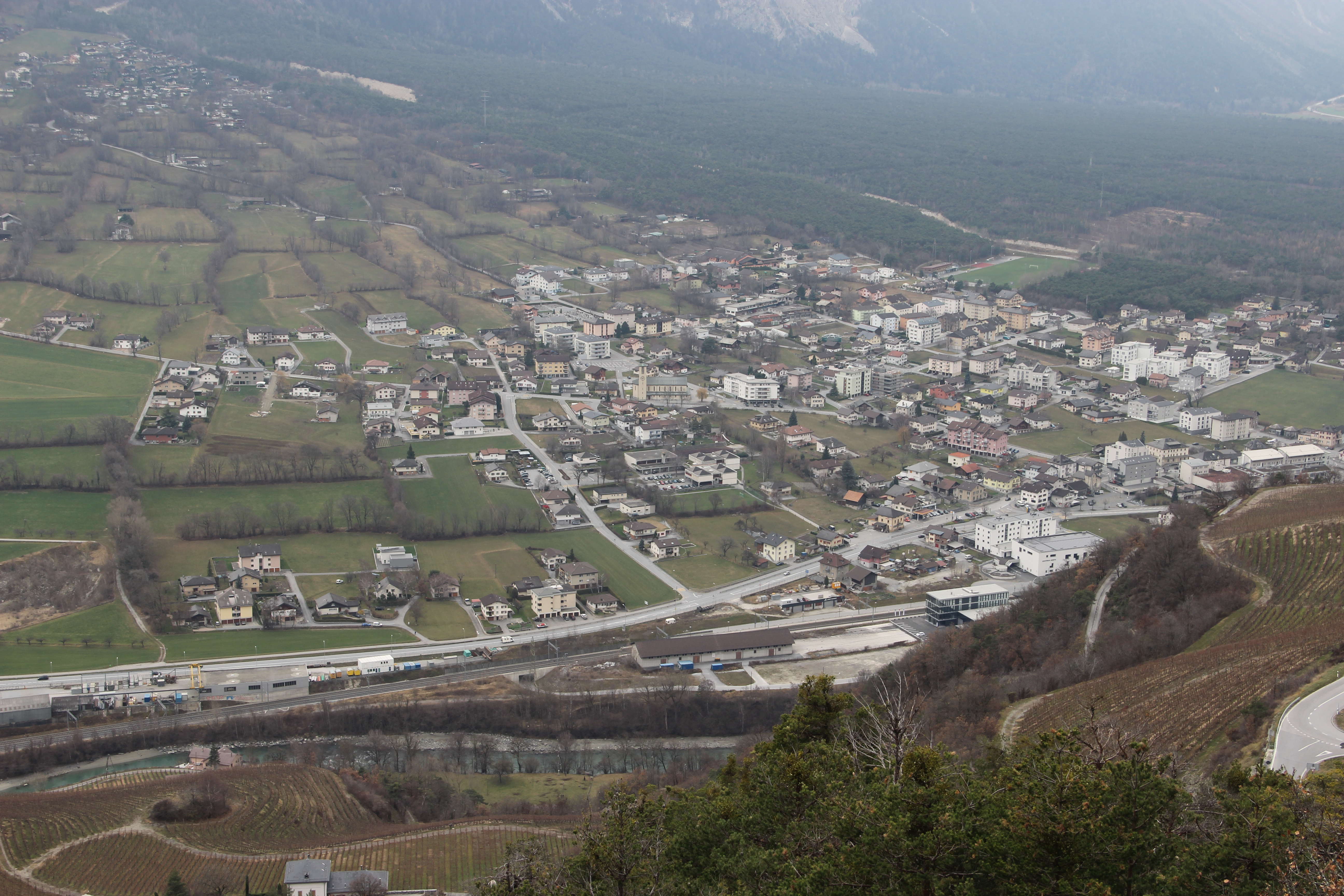
Susten

- Brianen
- Erschmatt[3]
  - Brentschen
- Feithieren
- Finges
- Gampinen
- Susten

## Infrastrutture e trasporti

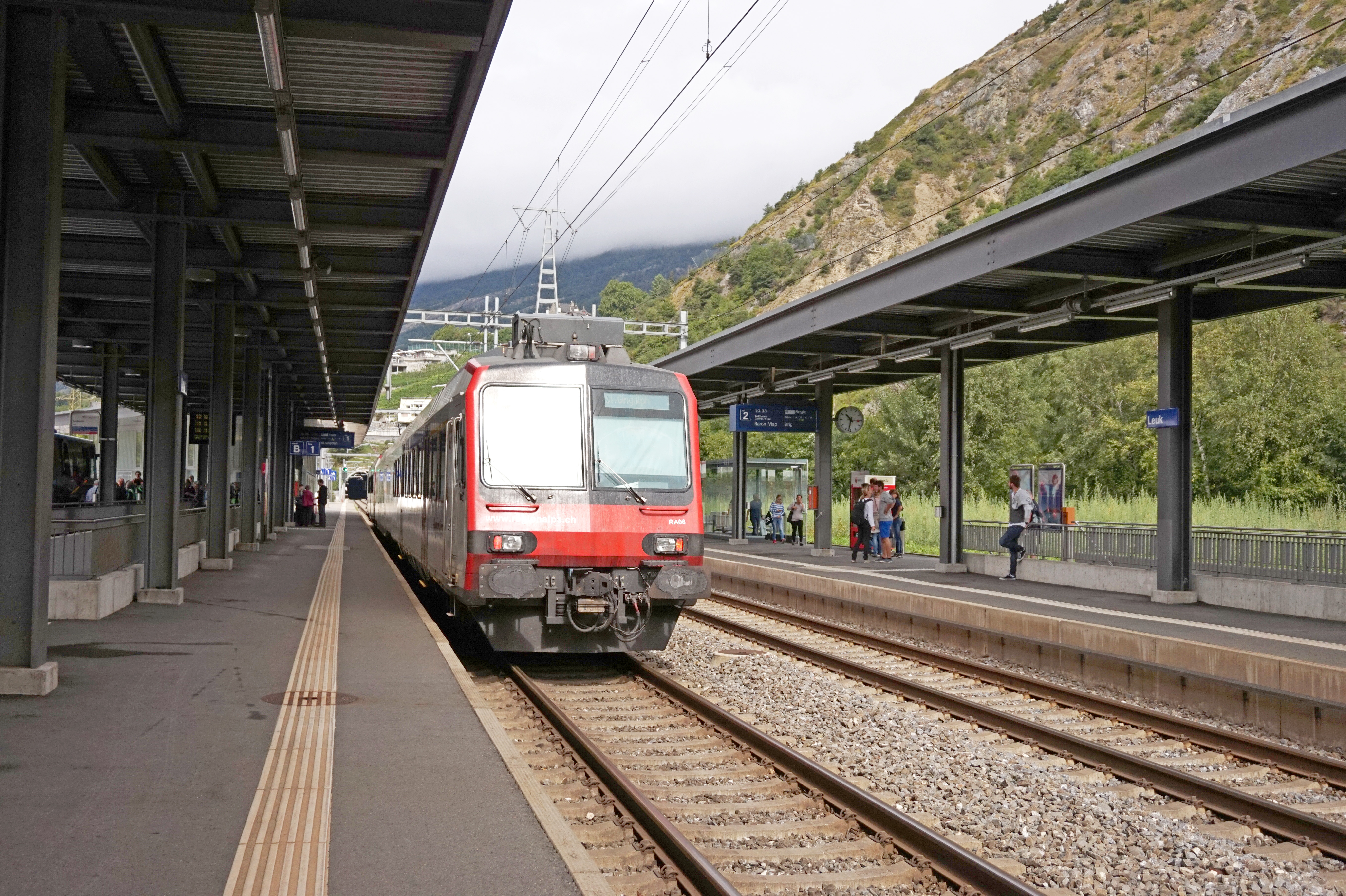
La stazione di Leuk

Leuk è servito dall'omonima stazione, sulla ferrovia Losanna-Briga.

## Amministrazione
Ogni famiglia originaria del luogo fa parte del cosiddetto comune patriziale e ha la responsabilità della manutenzione di ogni bene ricadente all'interno dei confini del comune.